# Cârcea
Cârcea est une commune roumaine située dans le județ de Dolj.